# Thorfinn Karlsefni

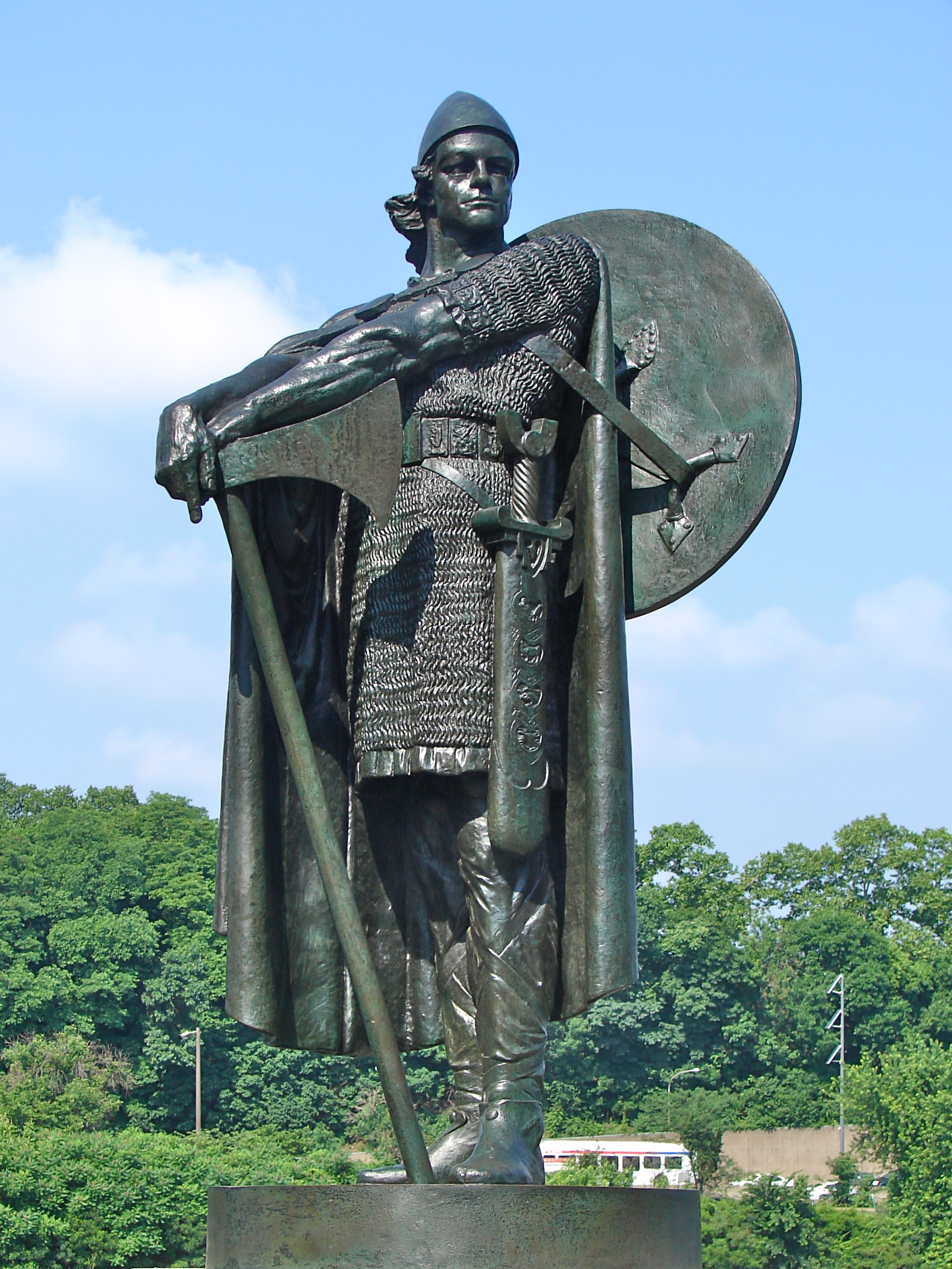
Thorfinn Karlsefni szobra Philadelphiában

Thorfinn Karlsefni (Izland, 980 – 1007 után), egy korai észak-amerikai skandináv expedíció vezetője. Utazásait az Erik Sagában és a Grönlandiak meséjében örökítették meg.

## Élete
Becenevét valószínűleg még kamaszkorában kapta (Karlsefni tehetséges fiút jelent). Nagyapja 900 táján norvég telepesek élén érkezett Izlandra. 986-ra azonban állattenyésztő leszármazottaik olyan nyomasztó helyzetbe kerültek, hogy Vörös Erik vezetésével áttelepültek Grönlandra. A sikeres kereskedő és hajóskapitány Thorfinn 1003-ban érte el telepesek egy csoportjával Grönland keleti részét. Itt feleségül vette Gudridot, Vörös Erik egyik fiának, Thorsteinnek az özvegyét.
Thorfinnt és Gudridot Vörös Erik rábeszélte, hogy vezessenek egy expedíciót Vinlandra (ez feltehetően Új-Skóciával vagy Labradorral, ill. Új-Angliával azonosítható, amelyet három évvel korábban Erik egy másik fia, Leif Eriksson fedezett fel). 1004 körül a házaspár 130 emberrel három hajón nyugat felé indult. Valószínűleg a Baffin-szigetnél értek először partot. Innen a part mentén dél felé indultak, és elértek egy erdős vidékre, vélhetőleg valahol a Szent Lőrinc-öbölben. ahol letelepedtek. Thorfinn és Gudrid fia, Snorri (szül. 1005 körül) volt az első Észak-Amerikában született európai származású ember.
Az első télen a skandináv telepesek nem találkoztak az őslakosokkal, ám a rá következő nyáron barátságos helyiek látogatták meg őket – valószínűleg eszkimók.
A következő nyáron már kevésbé barátságos helyiek érkeztek, sokkal nagyobb számban. A telepesek ugyan legyőzték őket, de csak veszteségek árán. Három évvel a partraszállás után Thorfinn és a többi telepes otthagyta Vinlandot, és visszatért Grönlandra, majd végül Izlandra.